# 劉公顯
劉公顯（？—1651年），明朝末年揭阳人，武生出身。
弘光元年（1645年）六月，他和曾铨、马麟、马殿、马登、傅达、丘瑞、黄甲、吕忠、吕玉九人反明，称九军。又以潘俊为东军，陈云为南军，陈汝英为北军，陈侃如为西军，温韬鲁为都军，吴元为大将，曾懋昭为二将，国号后汉，建元大昇，设立十五大营、十三大府，造置符印委任官吏。隆武元年（1645年）七月，潘俊攻揭阳，被把总吴式亨击败。九军联合攻城，被吴煌甲击败。十月，陈霸率领数千人乘百舟支援揭阳，勾结九军，知县赵甲谟因失城论死。陈霸引劉公显等至福京朝觐隆武帝，接受南明朝廷招安，授官。隆武二年（1646年），隆武帝遇害，九月，劉公顯攻下揭阳，杀死乡官七十余人。劉公顯被任命为左都督总兵，被吴式亨击败。十二月，吴式亨降清，劉公顯率领九军入山。永历元年（1647年）九月，劉公顯等人奉立益王朱由榛为监国，旋即被清军所杀。永历二年（1648年），劉公顯多次攻打潮州，与郑鸿逵相互支应。永历五年（1651年），郑鸿逵放弃揭阳，五月，劉公顯、马麟、傅达被清军擒杀。